# Pierre Marie Gabriel Vidalot du Sirat
Pierre Marie Gabriel Vidalot du Sirat ou Dusirat, né le 25 mars 1764 au château du Sirat près de Valence-D’Agen (Tarn-et-Garonne), mort le 30 décembre 1843 à Valence (Tarn-et-Garonne), est un général français de la Révolution et de l’Empire.

## États de service
Il entre en service en 1781, comme cadet au régiment d'Aunis, il passe sous-lieutenant le 20 juillet 1783, lieutenant le 28 mai 1789, et capitaine de grenadier le 11 juillet 1792 au 31e régiment d’infanterie de ligne. Il se distingue le 30 septembre 1792, à l’assaut de Spire, puis lors du siège de Mayence.
Il est nommé chef de bataillon provisoire le 14 avril 1793, par les représentants en mission Reubell et Merlin, et il est élevé au grade d’adjudant-général chef de brigade le 7 juin 1793.
Il est promu général de brigade le 5 juillet 1794 à l’armée de la Moselle. Il combat de nouveau à Mayence en avril 1795, et il est fait prisonnier le 22 novembre 1795, lors du Siège de Mannheim.
Libéré le 3 janvier 1796, par échange de prisonniers, il est envoyé à l’armée des côtes de l’Océan le 25 mars suivant. Le 22 septembre 1796, il prend le commandement de la 22e division militaire, et il est mis en congé de réforme le 30 octobre 1796, pour avoir maintenu des contacts avec les royalistes.
Remis en activité en 1809, il commande le département de Tarn-et-Garonne, et le 25 juillet 1815, celui du Lot-et-Garonne. Il est admis à la retraite le 14 août 1815.
Il meurt le 30 décembre 1843, à Valence.

## Sources
- (en) « Generals Who Served in the French Army during the Period 1789 - 1814: Eberle to Exelmans »
- Thierry Pouliquen, « Les généraux français et étrangers ayant servis [sic] dans la Grande Armée » (consulté le 12 avril 2015)
- (pl) « Napoléon.org.pl » [archive du 21 mars 2015]
- Baguenier-Désormeaux, Kléber en Vendée : 1793-1794, Picard, Paris, 1907, p. 188.
- Jules Andrieu, Histoire de l’Agenais, tome 2, Picard, Paris, 1893, p. 258.